# An American Girl: Chrissa Stands Strong
An American Girl: Chrissa Stands Strong (bra: Chrissa - Uma Lição de Força)é um filme norte-americano de 2009.

## Elenco
- Sammi Hanratty
- Austin Thomas
- Kaitlyn Dever
- Adair Tishler
- Ariela Barer
- Shelby Harmon